# RD-180

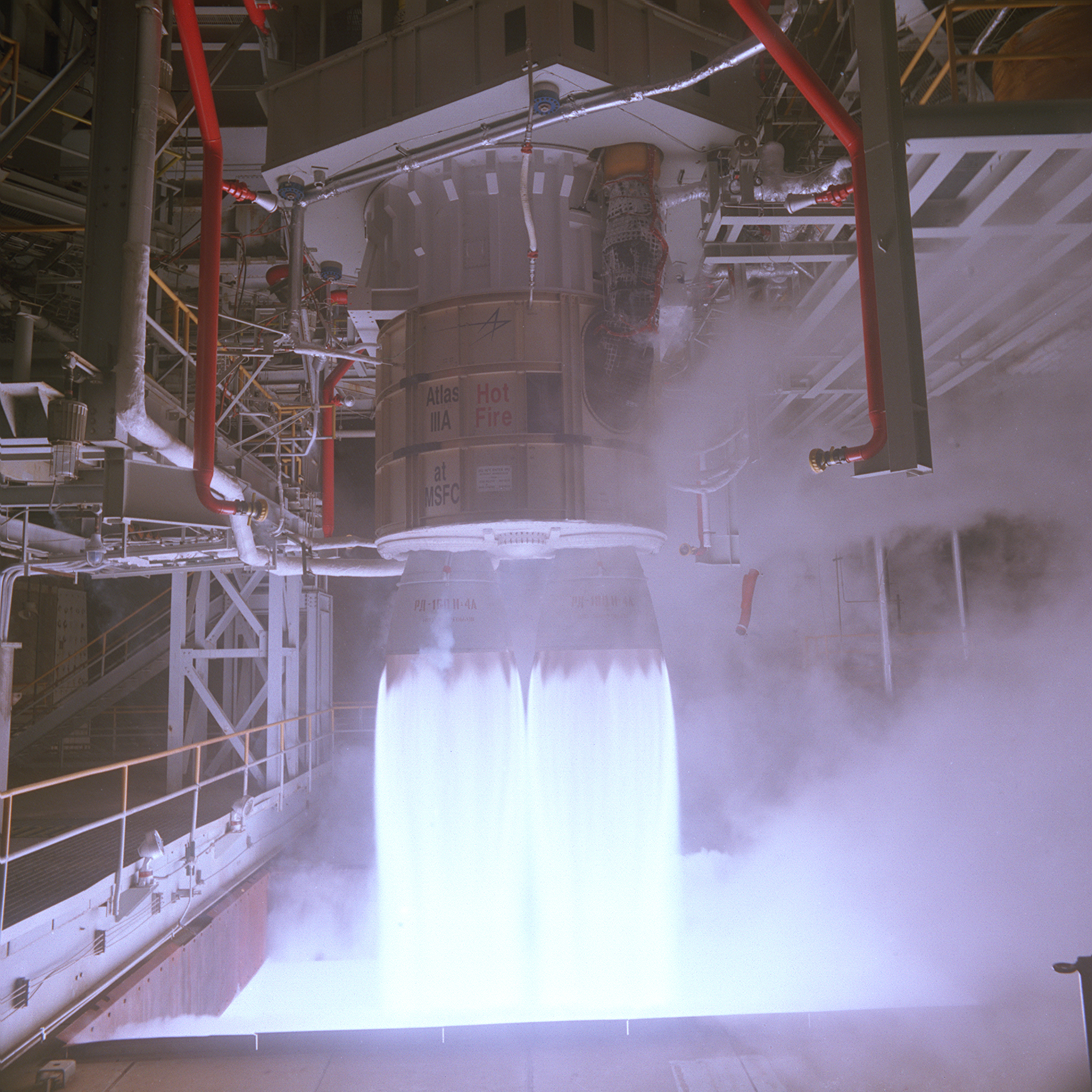
1998년 NASA의 엔진 시험장에서 시험중인 RD-180 엔진

RD-180(러시아어: РД-180, Ракетный Двигатель-180, Rocket Engine-180)은 러시아 에네르고마쉬의 우주발사체 엔진이다. 제니트에 사용된 4개 노즐 RD-170 엔진을 2개 노즐로 줄인 것이다. RP-1/액체산소를 사용하는 추력 400톤급의 액체연료 로켓 엔진이다.
미국의 우주발사체 아틀라스 III와 아틀라스 V에 사용되었다. 러시아의 Rus-M, 일본의 GX (로켓), 한국의 KSLV-II에 사용하려는 제안이 있었으나 모두 취소되었다. 아틀라스 V는 미국 록히드 마틴의 현재 주력 발사체이다.
미국의 프랫 & 휘트니 사는 미국 공장에서의 라이센스 생산을 준비중이다.

## 같이 보기
- 로켓 엔진 비교